# Brian Gaines
Pour les articles homonymes, voir Gaines.
Brian R. Gaines, né vers 1938, est un scientifique, ingénieur et psychologue britannique. Professeur émérite de l'Université de Calgary au Canada, il est surtout connu pour ses travaux dans le domaine des technologies de l'information, en particulier des interactions homme-machine.

## Biographie
Titulaire d'un Bachelor of Arts, d'un Master of Arts et d'un PhD du Trinity College de Cambridge, Gaines est au Royaume-Uni, ingénieur agréé (Chartered Engineer) et psychologue agréé (Chartered Psychologist).
Au nombre de ses postes académiques, on compte ceux de professeur de génie industriel à l'Université de Toronto et de président du département des sciences du génie électrique à l'université d'Essex. Il a été en outre directeur technique et vice-président de la société Monotype Corporation et professeur de recherche Killam Memorial, doyen des études supérieures, vice-président associé (Recherche) et directeur du Knowledge Science Institute à l'Université de Calgary.
Il a été président de la Society for General Systems Research en 1979. Il est membre de l' Institution of Electrical Engineers, de la British Computer Society et de la British Psychological Society, rédacteur en chef de la revue International Journal of Human-Computer Studies and of Knowledge Acquisition et des séries de livres Computers and People et Knowledge-Based Systems.

## Travaux
Les intérêts de recherche de Gaines sont la modélisation de l'infrastructure socio-économique des technologies de l'information, l'interaction homme-ordinateur, la psychologie cognitive et la théorie des systèmes.
Gaines est l'un des pionniers d'une discipline émergente l'informatique stochastique, terme qu'il a d'abord utilisé pour désigner ce domaine très attractif alors qu'il travaillait chez Standard Telephones and Cables Ltd. (STL) sur la recherche de processeurs capables d'apprentissage dans les années 1960.
En 2016, un autre spécialiste de la question, Guy André Boy (en), commente en ces termes le rôle joué par Brian Gaines dans le développement du domaine de l'acquisition des connaissances :
« In the 1980s a kind of artificial intelligence was developed that was founded on so-called knowledge-based systems and more specifically expert systems. Alongside this methods and tools were developed for acquiring knowledge and making it explicit based on experts in a field. Bryan Gaines  [sic] and the Banff school had a big part to play in this scientific and technical field. The aim was to rationalize expert knowledge in order to make it operational within computerized databases. »
« On a vu se développer dans les années 1980 une forme d'intelligence artificielle fondée sur ce que l'on appelle les systèmes basés sur la connaissance et plus particulièrement les systèmes experts. Parallèlement, des méthodes et des outils ont été mis au point pour acquérir des connaissances et les rendre explicites en s'appuyant sur les experts d'un domaine. Bryan Gaines  [sic] et l'école de Banff ont joué un rôle important dans ce domaine scientifique et technique. L'objectif était de rationaliser les connaissances des experts afin de les rendre opérationnelles au sein de bases de données informatisées. »

## Publications
(septembre 2024).
Gaines est l'auteur de plus de 450 articles et a écrit ou édité au moins 11 livres sur une grande variété d'aspects des systèmes informatiques et humains. Ses livres les plus importants sont:
- 1977. Fuzzy automata and decision processes. Edited with Madan M. Gupta and George N. Saridis.
- 1981. Fuzzy reasoning and its applications. Edited with E.H. Mamdani.
- 1984. Fuzzy sets and decision analysis. Edited with H.J. Zimmermann and L.A. Zadeh.
- 1984. Art of computer conversation: a new medium for communication. With Mildred L.G. Shaw.
- 1988. Knowledge acquisition for knowledge-based systems. Edited with J.H. Boose.
- 1988. Knowledge acquisition tools for expert systems. Edited with J.H. Boose.
- 1988. European Knowledge Acquisition Workshop: Proceedings of the European Knowledge Acquisition Workshop (EKAW'88) 19–23 June 1988. Edited with John Boose and Marc Linster.
- 1990. Machine learning and uncertain reasoning. Edited with J. H. Boose.
- 1992. Proceedings of the European Knowledge Acquisition Workshop (EKAW'91) 20–24 May 1991. Edited with Mark Linster.
- 1997. Artificial intelligence in knowledge management: papers from the 1997 AAAI Symposium, 24–26 March, Stanford, California. Edited with Mark A. Musen and Ramasamy Uthurusamy.
- 2013. Cognitive ergonomics: understanding, learning, and designing human–computer interaction. Edited with Pierre Falzon and Andrew F. Monk.